# Stefan Batory (zm. 1444)
Stefan Batory (zm. 11 listopada 1444 pod Warną) – szlachcic węgierski, syn żupana komitatu Szabolcs Jana Batorego i Katalin Petőfi.

## Życiorys
Za panowania króla węgierskiego Zygmunta Luksemburskiego, Stefan został włączony w skład założonego przez władcę Zakonu Smoczego. W późniejszym czasie Batory objął funkcję podskarbiego nadwornego oraz sędziego dworskiego. Dzięki rozwijającej się karierze Stefana, rodzina Batorych wywierała w owym czasie znaczy wpływ na sprawy polityczne kraju. Stefan Batory poległ w bitwie pod Warną, strzegąc chorągwi królewskiej. Trzykrotnie zawierał związki małżeńskie. Pierwszą żoną Batorego była Małgorzata Tarkői, drugą Urszula Kistapolcsai, zaś ostatnią Barbara Butkai. Pozostawił po sobie dziewięcioro dzieci:
- Andrzeja – wielkiego koniuszego,
- Stefana – wojewodę siedmiogrodzkiego,
- Piotra,
- Pawła,
- Władysława – podczaszego,
- Mikołaja – biskupa Vác,
- Małgorzatę – żonę Michała Szilágyi i Pawła Bánfi,
- Elżbietę – żonę Jana Telegdi,
- Katarzynę – żonę Jerzego Marcali.